# 中国共产党诞生纪念日

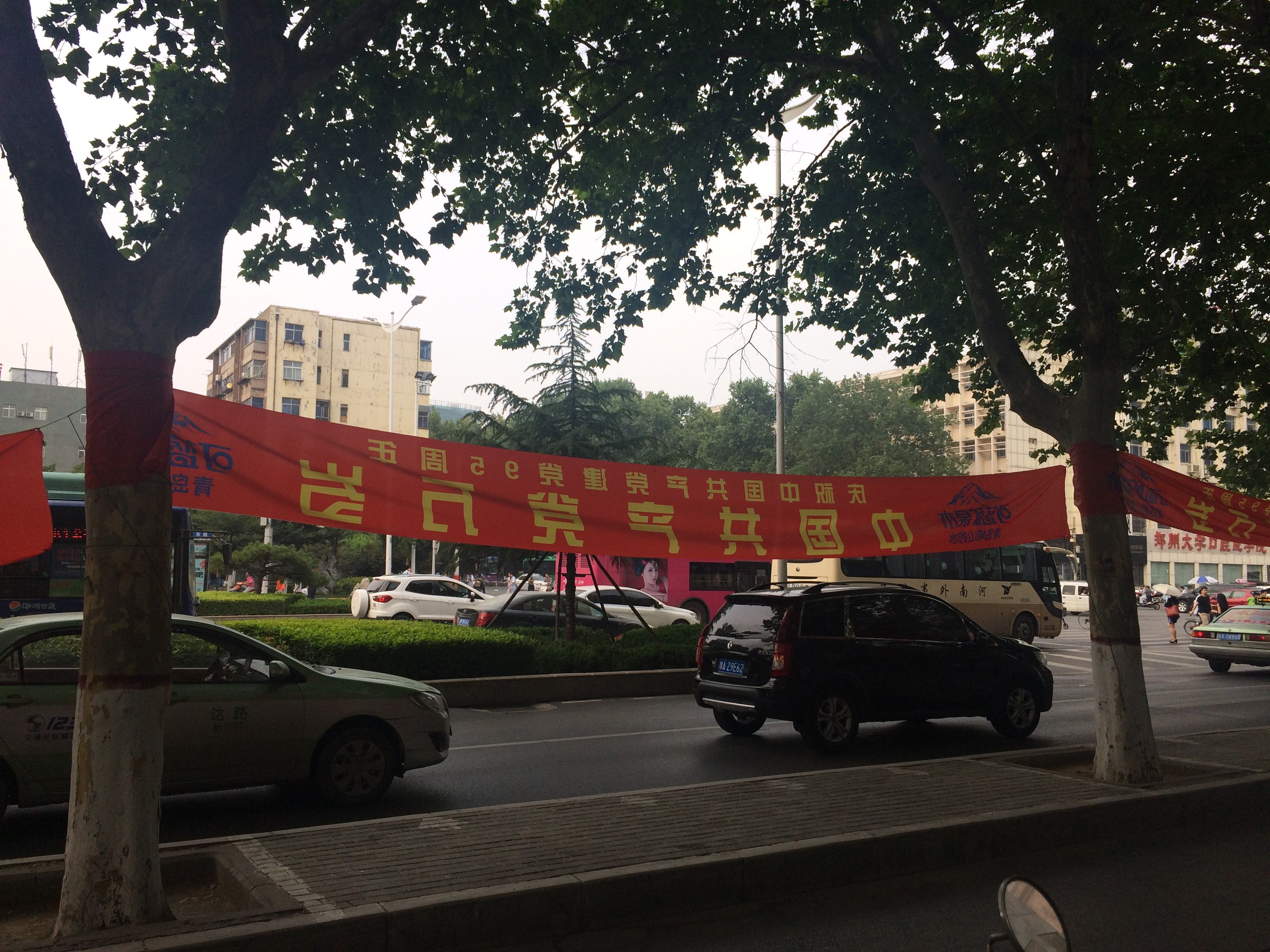
2016年7月1日街头的庆祝条幅，写有中国共产党万岁标语，庆祝中共建党95周年。

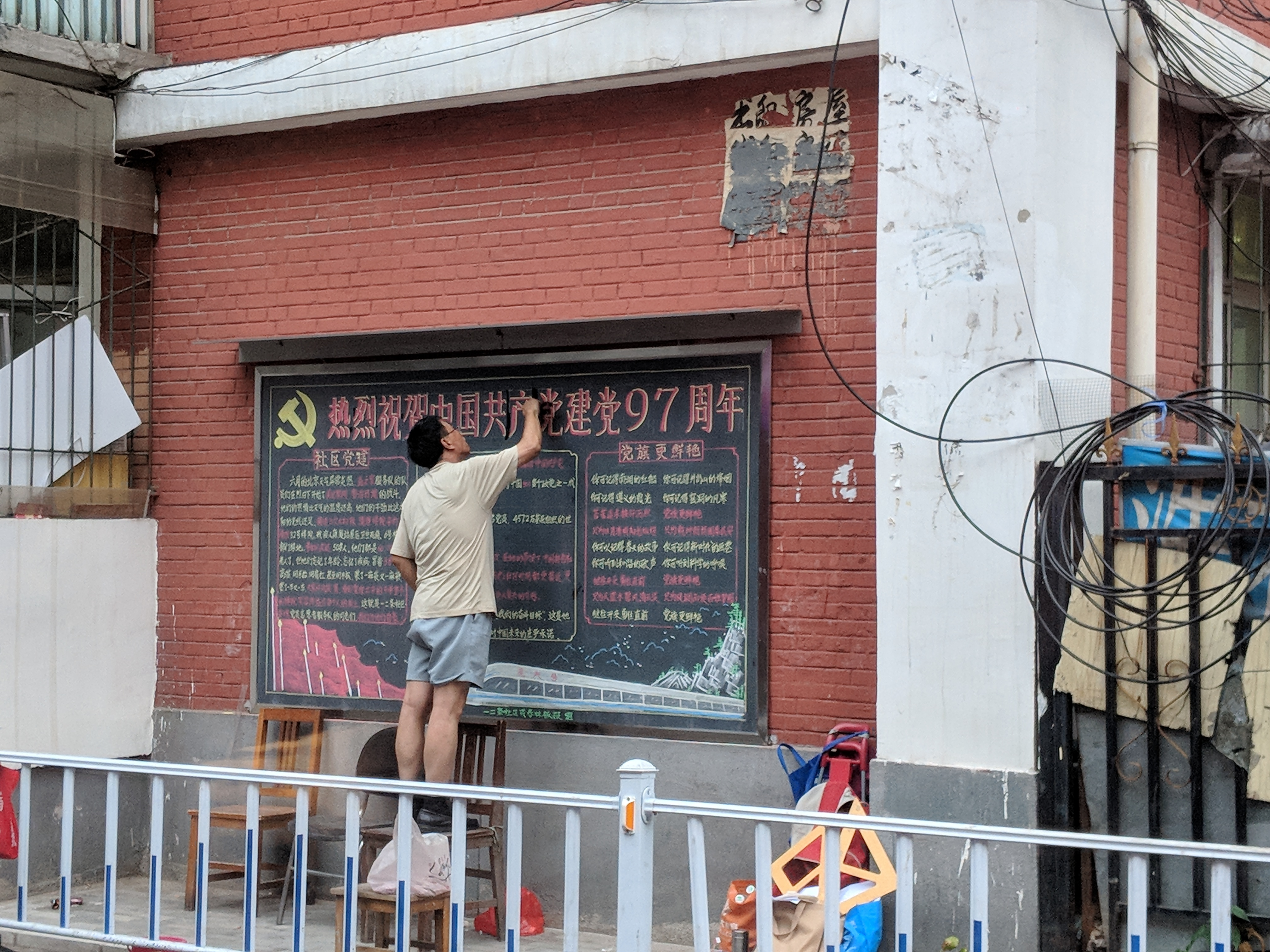
居民繪製板報，慶祝中國共產黨建黨97週年。

中国共产党诞生纪念日，又称建党节、中国共产党建党日、中国共产党建党纪念日、七一建党节、党的生日等，是为纪念中国共产党成立而设立的纪念日，1941年中共中央正式将庆祝日期定为每年的7月1日。中华人民共和国成立后，该纪念日成为一个全国性节日，但不是法定节日。每年7月1日前后，中共各级党组织都会开展党员教育和纪念活动。在部分如70周年、80周年、90周年这样的特殊年份，中共中央会在7月1日前后召开纪念大会，并由中共中央总书记发表讲话，其讲话精神会成为党员教育的学习内容。最早纪念中国共产党成立的是共产国际，1936年共产国际举行了一系列纪念中共成立15周年的活动。1938年，陕北抗日根据地庆祝中共成立17周年时需要确立日期；但时在延安的中国共产党第一次全国代表大会代表毛泽东、董必武等人都只记得中共一大召开时为7月，而未能记住具体日期，于是商议将7月1日作为纪念日。1941年6月，中共中央发出纪念中共诞生二十周年的指示，正式将7月1日确立为中共诞生纪念日。中共一大开幕日期经考证于1981年被正式确认为1921年7月23日，中国共产党诞生纪念日的日期并没有随之更正，仍然在7月1日庆祝。

## 历史

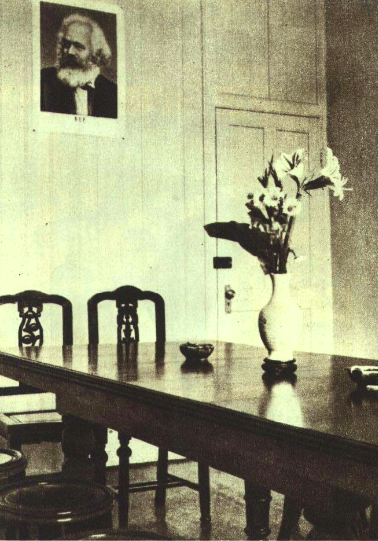
中共一大会址

中国共产党第一次全国代表大会于1921年7月23日在上海召开，因7月30日晚間密探闯进会场，与会代表转移到浙江嘉兴南湖，在一艘遊船上召开最后一天的会议。中国学界认为中共一大的召开标志着中国共产党的“正式成立”，因此，1921年7月23日也被视为中国共产党诞生日。
最早纪念中国共产党成立的是共产国际，1936年共产国际举行了一系列纪念中共成立15周年的活动。将7月1日作为中国共产党诞生的纪念日是因为早期开展纪念活动时，与会代表未能记清会议具体时间，而战争年代又没有条件通过档案资料等来严格查证，才采取的权宜之策。1936年《共产国际》杂志刊发了一系列的纪念中共成立的文章，其中就有中共一大代表陈潭秋发表的《第一次代表大会的回忆》，他在文章中提到，中共一大是1921年7月底开幕的，但没有提到具体的日期。最早提出把7月1日作为中共诞生日来纪念的中共领导人是毛泽东。1938年，陕北抗日根据地庆祝中共成立17周年时需要确立日期，但时在延安的一大代表毛泽东、董必武两人都只记得中国共产党第一次全国代表大会召开时为7月，而未能记住具体日期。1938年5月，毛泽东在延安抗日战争研究会上发表的《论持久战》演说中提出“今年的七月一日，是中国共产党建立十七周年的纪念日”，是中共领导人首次提出“七一”为中共诞生纪念日。1941年6月，中共中央发出纪念中共诞生二十周年的指示，正式将7月1日确立为中共诞生纪念日。
中国共产党是在共产国际的帮助下建立的，成立初年一直接受第三国际的领导，因此中共一大的原始档案除了自己留存的一份外，还曾上报一份给共产国际备案。中共自己保存的原始档案在战争年代里遗失，而共产国际的则一直较好的保存在苏联。1957年1月，苏共中央将当年共产国际保存的有关中共一大的三份文件移交给中共中央，其中详细记载了中共一大召开的具体情况以及会议通过的纲领和决议等，明确记载中共一大的开幕日期为7月23日。1960年，美国哥伦比亚大学图书馆公布了中共一大代表陈公博1924年1月提交的一篇毕业论文，印证了苏共所交还的文件是正确的。
1980年1月，中国人民解放军后勤学院教员邵维正在《中国社会科学》发文，考证中共一大的开幕日期为1921年7月23日。但是在之后，纪念日的日期并没有随着纠正。官方說法是人们已经习惯将7月1日作为中国共产党诞生纪念日，所以并未作出修改。中共中央黨史研究室副主任章百家对此表示，日期本身不重要，重要的是中国共产党成立了。

## 纪念
1981年7月1日，邮政发行了J64《中国共产党成立六十周年》邮票，全套1枚。
1991年6月18日中国人民银行发行中国共产党成立70周年纪念币一套，共3枚。
2001年，中国各地举办了一系列“纪念建党80周年”的活动。
2011年6月16日中国人民银行发行中国共产党成立90周年普通纪念币。
2021年，中国共产党成立100周年时举办各类庆祝活动，包括党史学习教育、颁发七一勋章、庆祝中国共产党成立100周年大会、文艺演出《伟大征程》等。口號包括「統攬偉大鬥爭、偉大工程、偉大事業、偉大夢想！」、「奮鬥百年路，啟航新征程」等。

## 备注
1. ↑  会议最后一天的日期，各种资料存在冲突，参见条目“中国共产党第一次全国代表大会”
2. ↑  另有说法认为，1920年夏上海共产主义小组建立标志着中国共产党成立[3]
3. ↑  《关于中国共产党诞生二十周年抗战四周年纪念指示》提到“今年七一是中共产生的二十周年，七七是中国抗日战争的四周年，各抗日根据地应分别召集会议，采取各种办法，举行纪念，并在各种刊物出特刊或特辑”
4. ↑  《中国共产党第一次全国代表大会》文件中明确记载：“代表大会定于六月二十日召开，可是来自北京、汉口、广州、长沙、济南和日本的代表，直到七月二十三日才到达上海，于是代表大会开幕了。”